# Slipknot/Diskografie
Diese Diskografie ist eine Übersicht über die musikalischen Werke der US-amerikanischen Nu-Metal-Band Slipknot. Den Quellenangaben zufolge hat sie bisher mehr als 30 Millionen Tonträger verkauft, davon alleine in ihrem Heimatland über 10,8 Millionen. Ihre erfolgreichste Veröffentlichung ist das Debütalbum Slipknot mit über 2,7 Millionen verkauften Einheiten.

## Alben

### Studioalben
| Jahr | Titel Musiklabel                                         | Höchstplatzierung, Gesamtwochen, AuszeichnungChartplatzierungen (Jahr, Titel, Musiklabel, Platzierungen, Wochen, Auszeichnungen, Anmerkungen) | Höchstplatzierung, Gesamtwochen, AuszeichnungChartplatzierungen (Jahr, Titel, Musiklabel, Platzierungen, Wochen, Auszeichnungen, Anmerkungen) | Höchstplatzierung, Gesamtwochen, AuszeichnungChartplatzierungen (Jahr, Titel, Musiklabel, Platzierungen, Wochen, Auszeichnungen, Anmerkungen) | Höchstplatzierung, Gesamtwochen, AuszeichnungChartplatzierungen (Jahr, Titel, Musiklabel, Platzierungen, Wochen, Auszeichnungen, Anmerkungen) | Höchstplatzierung, Gesamtwochen, AuszeichnungChartplatzierungen (Jahr, Titel, Musiklabel, Platzierungen, Wochen, Auszeichnungen, Anmerkungen) | Höchstplatzierung, Gesamtwochen, AuszeichnungChartplatzierungen (Jahr, Titel, Musiklabel, Platzierungen, Wochen, Auszeichnungen, Anmerkungen) | Anmerkungen                                                 |
| Jahr | Titel Musiklabel                                         | DE | AT | CH | UK | US | Rock | Anmerkungen                                                 |
| ---- | -------------------------------------------------------- | --- | --- | --- | --- | --- | --- | ----------------------------------------------------------- |
| 1999 | Slipknot Roadrunner Records (WMG)                        | DE8 a (3 Wo.)DE | AT44 b (4 Wo.)AT | — | UK37 Platin · (24 Wo.)UK | US51 ×2Doppelplatin · (77 Wo.)US | — | Erstveröffentlichung: 29. Juni 1999 Verkäufe: + 2.775.500   |
| 2001 | Iowa Roadrunner Records (WMG)                            | DE4 Gold · (10 Wo.)DE | AT8 (10 Wo.)AT | CH13 (8 Wo.)CH | UK1 Platin · (13 Wo.)UK | US3 Platin · (17 Wo.)US | Rock21 c (1 Wo.)Rock | Erstveröffentlichung: 21. August 2001 Verkäufe: + 1.835.500 |
| 2004 | Vol. 3: (The Subliminal Verses) Roadrunner Records (WMG) | DE2 Gold · (17 Wo.)DE | AT5 (14 Wo.)AT | CH8 (14 Wo.)CH | UK5 Platin · (11 Wo.)UK | US2 Platin · (64 Wo.)US | — | Erstveröffentlichung: 21. Mai 2004 Verkäufe: + 1.825.000    |
| 2008 | All Hope Is Gone Roadrunner Records (WMG)                | DE2 Gold · (21 Wo.)DE | AT2 Gold · (14 Wo.)AT | CH1 (11 Wo.)CH | UK2 Gold · (8 Wo.)UK | US1 Platin · (70 Wo.)US | Rock1 (34 Wo.)Rock | Erstveröffentlichung: 20. August 2008 Verkäufe: + 1.485.000 |
| 2014 | .5: The Gray Chapter Roadrunner Records (WMG)            | DE2 Gold · (14 Wo.)DE | AT2 Platin · (9 Wo.)AT | CH1 (7 Wo.)CH | UK2 Gold · (12 Wo.)UK | US1 Gold · (21 Wo.)US | Rock1 (44 Wo.)Rock | Erstveröffentlichung: 15. Oktober 2014 Verkäufe: + 828.500  |
| 2019 | We Are Not Your Kind Roadrunner Records (WMG)            | DE2 (11 Wo.)DE | AT3 Gold · (10 Wo.)AT | CH2 (8 Wo.)CH | UK1 Gold · (7 Wo.)UK | US1 (8 Wo.)US | Rock1 (8 Wo.)Rock | Erstveröffentlichung: 9. August 2019 Verkäufe: + 273.000    |
| 2022 | The End, So Far Roadrunner Records (WMG)                 | DE1 (6 Wo.)DE | AT4 (4 Wo.)AT | CH1 (5 Wo.)CH | UK1 (2 Wo.)UK | US2 (3 Wo.)US | Rock1 (2 Wo.)Rock | Erstveröffentlichung: 30. September 2022                    |

grau schraffiert: keine Chartdaten aus diesem Jahr verfügbar

### Livealben
| Jahr | Titel Musiklabel                                 | Höchstplatzierung, Gesamtwochen, AuszeichnungChartplatzierungen (Jahr, Titel, Musiklabel, Platzierungen, Wochen, Auszeichnungen, Anmerkungen) | Höchstplatzierung, Gesamtwochen, AuszeichnungChartplatzierungen (Jahr, Titel, Musiklabel, Platzierungen, Wochen, Auszeichnungen, Anmerkungen) | Höchstplatzierung, Gesamtwochen, AuszeichnungChartplatzierungen (Jahr, Titel, Musiklabel, Platzierungen, Wochen, Auszeichnungen, Anmerkungen) | Höchstplatzierung, Gesamtwochen, AuszeichnungChartplatzierungen (Jahr, Titel, Musiklabel, Platzierungen, Wochen, Auszeichnungen, Anmerkungen) | Höchstplatzierung, Gesamtwochen, AuszeichnungChartplatzierungen (Jahr, Titel, Musiklabel, Platzierungen, Wochen, Auszeichnungen, Anmerkungen) | Höchstplatzierung, Gesamtwochen, AuszeichnungChartplatzierungen (Jahr, Titel, Musiklabel, Platzierungen, Wochen, Auszeichnungen, Anmerkungen) | Anmerkungen                                                |
| Jahr | Titel Musiklabel                                 | DE | AT | CH | UK | US | Rock | Anmerkungen                                                |
| ---- | ------------------------------------------------ | --- | --- | --- | --- | --- | --- | ---------------------------------------------------------- |
| 2005 | 9.0: Live Roadrunner Records (WMG)               | DE24 (3 Wo.)DE | AT18 (6 Wo.)AT | CH43 (2 Wo.)CH | UK53 (1 Wo.)UK | US17 Gold · (11 Wo.)US | — | Erstveröffentlichung: 28. Oktober 2005 Verkäufe: + 500.000 |
| 2017 | Day of the Gusano – Live in Mexico Eagle Records | DE25 (2 Wo.)DE | — | — | — | — | — | Erstveröffentlichung: 20. Oktober 2017                     |

grau schraffiert: keine Chartdaten aus diesem Jahr verfügbar

### Kompilationen
| Jahr | Titel Musiklabel                          | Höchstplatzierung, Gesamtwochen, AuszeichnungChartplatzierungen (Jahr, Titel, Musiklabel, Platzierungen, Wochen, Auszeichnungen, Anmerkungen) | Höchstplatzierung, Gesamtwochen, AuszeichnungChartplatzierungen (Jahr, Titel, Musiklabel, Platzierungen, Wochen, Auszeichnungen, Anmerkungen) | Höchstplatzierung, Gesamtwochen, AuszeichnungChartplatzierungen (Jahr, Titel, Musiklabel, Platzierungen, Wochen, Auszeichnungen, Anmerkungen) | Höchstplatzierung, Gesamtwochen, AuszeichnungChartplatzierungen (Jahr, Titel, Musiklabel, Platzierungen, Wochen, Auszeichnungen, Anmerkungen) | Höchstplatzierung, Gesamtwochen, AuszeichnungChartplatzierungen (Jahr, Titel, Musiklabel, Platzierungen, Wochen, Auszeichnungen, Anmerkungen) | Höchstplatzierung, Gesamtwochen, AuszeichnungChartplatzierungen (Jahr, Titel, Musiklabel, Platzierungen, Wochen, Auszeichnungen, Anmerkungen) | Anmerkungen                                             |
| Jahr | Titel Musiklabel                          | DE | AT | CH | UK | US | Rock | Anmerkungen                                             |
| ---- | ----------------------------------------- | --- | --- | --- | --- | --- | --- | ------------------------------------------------------- |
| 2012 | Antennas to Hell Roadrunner Records (WMG) | DE10 (6 Wo.)DE | AT10 (8 Wo.)AT | CH23 (5 Wo.)CH | UK22 Platin · (4 Wo.)UK | US18 (8 Wo.)US | Rock4 (7 Wo.)Rock | Erstveröffentlichung: 20. Juli 2012 Verkäufe: + 307.500 |

### EPs
| Jahr | Titel Musiklabel                  | Anmerkungen                        |
| ---- | --------------------------------- | ---------------------------------- |
| 2023 | Adderall Roadrunner Records (WMG) | Erstveröffentlichung: 9. Juni 2023 |

## Singles
| Jahr | Titel Album                                     | Höchstplatzierung, Gesamtwochen, AuszeichnungChartplatzierungen (Jahr, Titel, Album, Platzierungen, Wochen, Auszeichnungen, Anmerkungen) | Höchstplatzierung, Gesamtwochen, AuszeichnungChartplatzierungen (Jahr, Titel, Album, Platzierungen, Wochen, Auszeichnungen, Anmerkungen) | Höchstplatzierung, Gesamtwochen, AuszeichnungChartplatzierungen (Jahr, Titel, Album, Platzierungen, Wochen, Auszeichnungen, Anmerkungen) | Höchstplatzierung, Gesamtwochen, AuszeichnungChartplatzierungen (Jahr, Titel, Album, Platzierungen, Wochen, Auszeichnungen, Anmerkungen) | Höchstplatzierung, Gesamtwochen, AuszeichnungChartplatzierungen (Jahr, Titel, Album, Platzierungen, Wochen, Auszeichnungen, Anmerkungen) | Höchstplatzierung, Gesamtwochen, AuszeichnungChartplatzierungen (Jahr, Titel, Album, Platzierungen, Wochen, Auszeichnungen, Anmerkungen) | Anmerkungen                                                                            |
| Jahr | Titel Album                                     | DE | AT | CH | UK | US | Rock | Anmerkungen                                                                            |
| --- | ----------------------------------------------- | --- | --- | --- | --- | --- | --- | -------------------------------------------------------------------------------------- |
| 2000 | Wait and Bleed Slipknot                         | — | — | — | UK27 Gold · (3 Wo.)UK | US— PlatinUS | — | Erstveröffentlichung: 28. Februar 2000 Verkäufe: + 1.595.000                           |
| 2000 | Spit It Out Slipknot                            | — | — | — | UK28 Silber · (2 Wo.)UK | — | — | Erstveröffentlichung: 19. September 2000 Verkäufe: + 240.000                           |
| 2001 | Left Behind Iowa                                | — | — | — | UK24 Silber · (4 Wo.)UK | — | — | Erstveröffentlichung: 29. Oktober 2001 Verkäufe: + 240.000                             |
| 2002 | My Plague Iowa                                  | — | — | — | UK43 (2 Wo.)UK | — | — | Erstveröffentlichung: 8. Juli 2002                                                     |
| 2004 | Duality Vol. 3: (The Subliminal Verses)         | DE28 Gold · (9 Wo.)DE | AT— PlatinAT | CH87 (3 Wo.)CH | UK15 Platin · (6 Wo.)UK | — | — | Erstveröffentlichung: 3. Mai 2004 Verkäufe: + 1.365.000                                |
| 2004 | Vermilion Vol. 3: (The Subliminal Verses)       | DE74 (2 Wo.)DE | — | — | UK31 (2 Wo.)UK | — | — | Erstveröffentlichung: 5. Oktober 2004 Verkäufe: + 15.000                               |
| 2005 | Before I Forget Vol. 3: (The Subliminal Verses) | — | — | — | UK35 Platin · (2 Wo.)UK | US— PlatinUS | — | Erstveröffentlichung: 13. Juni 2005 Verkäufe: + 1.875.000                              |
| 2008 | All Hope Is Gone                                | — | — | — | UK98 (1 Wo.)UK | — | — | Erstveröffentlichung: 23. Juni 2008                                                    |
| 2008 | Psychosocial All Hope Is Gone                   | DE31 (8 Wo.)DE | AT65 (2 Wo.)AT | — | UK67 Platin · (8 Wo.)UK | — | — | Erstveröffentlichung: 7. Juli 2008 Verkäufe: + 920.000                                 |
| 2008 | Dead Memories All Hope Is Gone                  | — | — | — | — | — | Rock25 (2 Wo.)Rock | Erstveröffentlichung: 18. August 2009                                                  |
| 2008 | Sulfur All Hope Is Gone                         | — | — | — | — | — | — | Erstveröffentlichung: 18. August 2009                                                  |
| 2010 | Snuff All Hope Is Gone                          | — | — | — | UK— SilberUK | US— PlatinUS | Rock6 (27 Wo.)Rock | Erstveröffentlichung: 18. Januar 2010 Verkäufe: + 1.310.000                            |
| 2014 | The Negative One .5: The Gray Chapter           | — | — | — | UK71 (1 Wo.)UK | — | Rock21 (6 Wo.)Rock | Erstveröffentlichung: 5. August 2014                                                   |
| 2014 | The Devil in I .5: The Gray Chapter             | — | — | — | UK— GoldUK | US— GoldUS | Rock12 (20 Wo.)Rock | Erstveröffentlichung: 24. August 2014 Verkäufe: + 1.080.000                            |
| 2014 | Custer .5: The Gray Chapter                     | — | — | — | UK— SilberUK | — | — | Erstveröffentlichung: 10. Oktober 2014 Verkäufe: + 240.000                             |
| 2015 | XIX .5: The Gray Chapter                        | — | — | — | — | — | — | Erstveröffentlichung: 5. Oktober 2015                                                  |
| 2018 | All Out Life –                                  | — | — | — | UK99 (1 Wo.)UK | — | Rock15 (15 Wo.)Rock | Erstveröffentlichung: 31. Oktober 2018                                                 |
| 2019 | Unsainted We Are Not Your Kind                  | — | — | — | UK68 Silber · (2 Wo.)UK | US— GoldUS | Rock4 (24 Wo.)Rock | Erstveröffentlichung: 16. Mai 2019 Verkäufe: + 810.000                                 |
| 2019 | Solway Firth We Are Not Your Kind               | — | — | — | — | — | Rock8 (8 Wo.)Rock | Erstveröffentlichung: 22. Juli 2019                                                    |
| 2019 | Birth of the Cruel We Are Not Your Kind         | — | — | — | — | — | Rock14 (4 Wo.)Rock | Erstveröffentlichung: 5. August 2019                                                   |
| 2021 | The Chapeltown Rag The End, So Far              | — | — | — | — | — | — | Erstveröffentlichung: 5. November 2021                                                 |
| 2022 | The Dying Song (Time to Sing) The End, So Far   | — | — | — | — | — | — | Erstveröffentlichung: 19. Juli 2022                                                    |
| 2022 | Yen The End, So Far                             | — | — | — | — | — | — | Erstveröffentlichung: 5. August 2022                                                   |
| 2023 | Adderall The End, So Far                        | — | — | — | — | — | — | Erstveröffentlichung: 9. Juni 2023                                                     |
| Folgende Lieder erschienen nicht als Single, wurden aber durch das Album zum Download und Streaming bereitgestellt und konnten somit eine Platzierung erlangen: |                                                 | | | | | | |                                                                                        |
| |                                                 | | | | | | |                                                                                        |
| 2019 | Nero Forte We Are Not Your Kind                 | — | — | — | UK84 (1 Wo.)UK | — | Rock11 (16 Wo.)Rock | Charteinstieg: 22. August 2019 Verkäufe: + 40.000; Videoauskopplung: 16. Dezember 2019 |
| 2019 | Critical Darling We Are Not Your Kind           | — | — | — | — | — | Rock19 (2 Wo.)Rock | Charteinstieg: 24. August 2019                                                         |
| 2019 | Orphan We Are Not Your Kind                     | — | — | — | — | — | Rock28 (1 Wo.)Rock | Charteinstieg: 24. August 2019                                                         |
| 2019 | Red Flag We Are Not Your Kind                   | — | — | — | — | — | Rock30 (1 Wo.)Rock | Charteinstieg: 24. August 2019                                                         |
| 2019 | Spiders We Are Not Your Kind                    | — | — | — | — | — | Rock34 (1 Wo.)Rock | Charteinstieg: 24. August 2019                                                         |
| 2019 | A Liar’s Funeral We Are Not Your Kind           | — | — | — | — | — | Rock38 (1 Wo.)Rock | Charteinstieg: 24. August 2019                                                         |
| 2019 | Insert Coin We Are Not Your Kind                | — | — | — | — | — | Rock39 (1 Wo.)Rock | Charteinstieg: 24. August 2019                                                         |
| 2019 | Death Because of Death We Are Not Your Kind     | — | — | — | — | — | Rock40 (1 Wo.)Rock | Charteinstieg: 24. August 2019                                                         |
| 2019 | Not Long for This World We Are Not Your Kind    | — | — | — | — | — | Rock43 (1 Wo.)Rock | Charteinstieg: 24. August 2019                                                         |

grau schraffiert: keine Chartdaten aus diesem Jahr verfügbar

## Videoalben und Musikvideos

### Videoalben
| Jahr | Titel Musiklabel                                     | Höchstplatzierung, Gesamtwochen, AuszeichnungChartplatzierungen (Jahr, Titel, Musiklabel, Platzierungen, Wochen, Auszeichnungen, Anmerkungen) | Höchstplatzierung, Gesamtwochen, AuszeichnungChartplatzierungen (Jahr, Titel, Musiklabel, Platzierungen, Wochen, Auszeichnungen, Anmerkungen) | Höchstplatzierung, Gesamtwochen, AuszeichnungChartplatzierungen (Jahr, Titel, Musiklabel, Platzierungen, Wochen, Auszeichnungen, Anmerkungen) | Höchstplatzierung, Gesamtwochen, AuszeichnungChartplatzierungen (Jahr, Titel, Musiklabel, Platzierungen, Wochen, Auszeichnungen, Anmerkungen) | Höchstplatzierung, Gesamtwochen, AuszeichnungChartplatzierungen (Jahr, Titel, Musiklabel, Platzierungen, Wochen, Auszeichnungen, Anmerkungen) | Anmerkungen                                                  |
| Jahr | Titel Musiklabel                                     | DE | AT | CH | UK | US | Anmerkungen                                                  |
| ---- | ---------------------------------------------------- | --- | --- | --- | --- | --- | ------------------------------------------------------------ |
| 1999 | Welcome to Our Neighborhood Roadrunner Records (WMG) | — | — | — | UK1 Gold · (40 Wo.)UK | US1 Platin · (… Wo.)US | Erstveröffentlichung: 9. November 1999 Verkäufe: + 160.000   |
| 2002 | Disasterpieces Roadrunner Records (WMG)              | DE— GoldDE | AT3 (10 Wo.)AT | — | UK6 Gold · (20 Wo.)UK | US3 ×4Vierfachplatin · (… Wo.)US | Erstveröffentlichung: 25. November 2002 Verkäufe: + 497.500  |
| 2006 | Voliminal: Inside the Nine Roadrunner Records (WMG)  | DE84 (1 Wo.)DE | AT9 (1 Wo.)AT | — | UK21 (6 Wo.)UK | US5 Platin · (… Wo.)US | Erstveröffentlichung: 1. Dezember 2006 Verkäufe: + 135.000   |
| 2010 | (sic)nesses Roadrunner Records (WMG)                 | DE58 (1 Wo.)DE | AT5 (2 Wo.)AT | CH8 (1 Wo.)CH | UK1 (20 Wo.)UK | US1 Platin · (… Wo.)US | Erstveröffentlichung: 22. September 2010 Verkäufe: + 107.500 |
| 2017 | Day of the Gusano – Live in Mexico Eagle Records     | DE*DE | AT1 (3 Wo.)AT | CH3 (4 Wo.)CH | UK2 (27 Wo.)UK | US2 (… Wo.)US | Erstveröffentlichung: 6. Oktober 2017 * siehe Livealbum      |

### Musikvideos
| Jahr | Titel                         | Regie                                                       |
| ---- | ----------------------------- | ----------------------------------------------------------- |
| 1999 | Surfacing (Live)              | Thomas Mignone                                              |
| 1999 | Wait and Bleed                | Thomas Mignone (Live, 1999) Marc Smerling (Animation, 2000) |
| 1999 | Spit It Out                   | Thomas Mignone                                              |
| 2001 | Left Behind                   | Dave Meyers                                                 |
| 2002 | My Plague                     | Matthew Amos, Simon Hilton                                  |
| 2002 | People = Shit (Live)          | Matthew Amos                                                |
| 2002 | The Heretic Anthem (Live)     | Matthew Amos                                                |
| 2004 | Duality                       | Tony Petrossian                                             |
| 2004 | Vermilion                     | Tony Petrossian                                             |
| 2004 | Vermilion Pt. 2               | Marc Klasfeld                                               |
| 2005 | Before I Forget               | Shawn Crahan, Tony Petrossian                               |
| 2005 | The Nameless                  | Shawn Crahan                                                |
| 2007 | The Blister Exists            | Shawn Crahan                                                |
| 2008 | Psychosocial                  | P.R. Brown                                                  |
| 2008 | Dead Memories                 | P.R. Brown, Shawn Crahan                                    |
| 2009 | Sulfur                        | P.R. Brown, Shawn Crahan                                    |
| 2009 | Snuff                         | P.R. Brown, Shawn Crahan                                    |
| 2014 | The Negative One              | Shawn Crahan                                                |
| 2014 | The Devil in I                | Shawn Crahan                                                |
| 2015 | Killpop                       | Shawn Crahan                                                |
| 2015 | XIX                           | Shawn Crahan                                                |
| 2017 | The Shape (Live)              | Shawn Crahan                                                |
| 2018 | All Out Life                  | Shawn Crahan                                                |
| 2019 | Unsainted                     | Shawn Crahan                                                |
| 2019 | Solway Firth                  | Shawn Crahan                                                |
| 2019 | Birth of the Cruel            | Shawn Crahan, Craig Jones, Jim Root                         |
| 2019 | Nero Forte                    | Shawn Crahan                                                |
| 2022 | The Dying Song (Time to Sing) | Shawn Crahan                                                |
| 2022 | Yen                           | Shawn Crahan                                                |
| 2023 | Hive Mind                     | Shawn Crahan                                                |

## Boxsets
| Jahr | Titel Musiklabel                                               | Anmerkungen                            |
| ---- | -------------------------------------------------------------- | -------------------------------------- |
| 2014 | The Studio Album Collection 1999–2008 Roadrunner Records (WMG) | Erstveröffentlichung: 17. Oktober 2014 |

## Promoveröffentlichungen
Promo-Singles

| Jahr | Titel Album                                          | Höchstplatzierung, Gesamtwochen, AuszeichnungChartplatzierungen (Jahr, Titel, Album, Platzierungen, Wochen, Auszeichnungen, Anmerkungen) | Höchstplatzierung, Gesamtwochen, AuszeichnungChartplatzierungen (Jahr, Titel, Album, Platzierungen, Wochen, Auszeichnungen, Anmerkungen) | Höchstplatzierung, Gesamtwochen, AuszeichnungChartplatzierungen (Jahr, Titel, Album, Platzierungen, Wochen, Auszeichnungen, Anmerkungen) | Höchstplatzierung, Gesamtwochen, AuszeichnungChartplatzierungen (Jahr, Titel, Album, Platzierungen, Wochen, Auszeichnungen, Anmerkungen) | Höchstplatzierung, Gesamtwochen, AuszeichnungChartplatzierungen (Jahr, Titel, Album, Platzierungen, Wochen, Auszeichnungen, Anmerkungen) | Höchstplatzierung, Gesamtwochen, AuszeichnungChartplatzierungen (Jahr, Titel, Album, Platzierungen, Wochen, Auszeichnungen, Anmerkungen) | Anmerkungen                            |
| Jahr | Titel Album                                          | DE | AT | CH | UK | US | Rock | Anmerkungen                            |
| ---- | ---------------------------------------------------- | --- | --- | --- | --- | --- | --- | -------------------------------------- |
| 1999 | Me Inside Slipknot                                   | — | — | — | — | — | — | Erstveröffentlichung: 1999             |
| 1999 | Surfacing (Live) Slipknot                            | — | — | — | — | — | — | Erstveröffentlichung: 1999             |
| 2001 | Heretic Song (Rough Mix) –                           | — | — | — | — | — | — | Erstveröffentlichung: 2001             |
| 2002 | The Heretic Anthem (Live) Disasterpieces             | — | — | — | — | — | — | Erstveröffentlichung: 2002             |
| 2004 | Pulse of the Maggots Vol. 3: (The Subliminal Verses) | — | — | — | — | — | — | Erstveröffentlichung: 16. Oktober 2004 |
| 2004 | Vermillion Pt. 2 Vol. 3: (The Subliminal Verses)     | — | — | — | — | — | — | Erstveröffentlichung: 2004             |
| 2005 | The Nameless Vol. 3: (The Subliminal Verses)         | — | — | — | — | — | — | Erstveröffentlichung: 2005             |
| 2006 | The Blister Exists Vol. 3: (The Subliminal Verses)   | — | — | — | — | — | — | Erstveröffentlichung: 2006             |
| 2014 | Sarcastrophe 5: The Gray Chapter                     | — | — | — | — | — | — | Erstveröffentlichung: 14. Oktober 2014 |
| 2014 | AOV 5: The Gray Chapter                              | — | — | — | — | — | — | Erstveröffentlichung: 15. Oktober 2014 |
| 2015 | Killpop 5: The Gray Chapter                          | — | — | — | — | — | Rock31 (5 Wo.)Rock | Erstveröffentlichung: 16. Februar 2015 |
| 2016 | Goodbye 5: The Gray Chapter                          | — | — | — | — | — | — | Erstveröffentlichung: 5. Januar 2016   |

grau schraffiert: keine Chartdaten aus diesem Jahr verfügbar

## Sonderveröffentlichungen

### Alben
| Jahr | Titel Musiklabel                                                 | Anmerkungen                                                                  |
| ---- | ---------------------------------------------------------------- | ---------------------------------------------------------------------------- |
| 2000 | Maggot Corps Box Roadrunner Records (WMG)                        | Erstveröffentlichung: 31. August 2000 Veröffentlichung nur in Großbritannien |
| 2012 | Vol. 3: (The Subliminal Verses) / Iowa Roadrunner Records (WMG)  | Erstveröffentlichung: 31. August 2012 Teil der „2-for-1“-Reihe               |
| 2016 | Antennas to Hell / .5: The Gray Chapter Roadrunner Records (WMG) | Erstveröffentlichung: 15. Juli 2016 Teil der „2-for-1“-Reihe                 |
| 2020 | We Are Not Your Kind / .5: The Gray Chapter Warner Music (WMG)   | Erstveröffentlichung: 2020 Teil der „2-for-1“-Reihe                          |

| Jahr | Titel Musiklabel                         | Anmerkungen                                                        |
| ---- | ---------------------------------------- | ------------------------------------------------------------------ |
| 1996 | Mate. Feed. Kill. Repeat. Pale One Music | Erstveröffentlichung: 31. Oktober 1996 Verkäufe: 1.000 (limitiert) |
| 1997 | Demo Tape –                              | Erstveröffentlichung: 1997                                         |
| 1998 | 1998 Demo Tape –                         | Erstveröffentlichung: 1998                                         |

### Lieder
| Jahr | Titel Album               | Anmerkungen                                                                     |
| ---- | ------------------------- | ------------------------------------------------------------------------------- |
| 2001 | Domination Uncivilization | Erstveröffentlichung: 11. September 2001 Biohazard feat. Slipknot & Jamie Jasta |

| Jahr | Titel Interpretation                           | Anmerkungen                           |
| ---- | ---------------------------------------------- | ------------------------------------- |
| 2001 | The Fight Song (Slipknot Remix) Marilyn Manson | Erstveröffentlichung: 29. Januar 2001 |

| Jahr | Titel Soundtrack                                         | Anmerkungen                             |
| ---- | -------------------------------------------------------- | --------------------------------------- |
| 2000 | Wait and Bleed (Terry Date Mix) Scream 3                 | Erstveröffentlichung: 25. Januar 2000   |
| 2002 | I Am Hated Rollerball                                    | Erstveröffentlichung: 26. März 2002     |
| 2002 | My Plague (New Abuse Mix) Resident Evil                  | Erstveröffentlichung: 12. März 2002     |
| 2003 | Snap Freddy vs. Jason                                    | Erstveröffentlichung: 10. August 2003   |
| 2004 | Vermilion Resident Evil: Apocalypse                      | Erstveröffentlichung: 31. August 2004   |
| 2006 | Vermilion Pt. 2 (Bloodstone Remix) Underworld: Evolution | Erstveröffentlichung: 10. Januar 2006   |
| 2009 | Psychosocial Punisher: War Zone                          | Erstveröffentlichung: 25. November 2008 |

### Videoalben
| Jahr | Titel Musiklabel                                             | Anmerkungen                                                                                 |
| ---- | ------------------------------------------------------------ | ------------------------------------------------------------------------------------------- |
| 2008 | All Hope Is Gone (Deluxe Edition) Roadrunner Records (WMG)   | Erstveröffentlichung: 20. August 2008 CD+DVD; Verkäufe werden All Hope Is Gone hinzuaddiert |
| 2009 | Slipknot (10th Anniversary Edition) Roadrunner Records (WMG) | Erstveröffentlichung: 9. September 2009 CD+DVD; Verkäufe werden Slipknot hinzuaddiert       |
| 2011 | Iowa (10th Anniversary Edition) Roadrunner Records (WMG)     | Erstveröffentlichung: 2. November 2011 CD+DVD; Verkäufe werden Iowa hinzuaddiert            |

## Statistik

### Chartauswertung
Die folgenden Statistiken beinhalten eine Übersicht der Charterfolge Slipknots in den Album-, Single- und Musik-DVD-Charts. Zu berücksichtigen ist, dass sich Videoalben in Deutschland auch in den Albumcharts platzieren. In allen anderen Ländern werden diese in eigenständigen Musik-DVD-Charts geführt.
|                     | DE     | AT    | CH    | UK    | US    | Rock      |
| ------------------- | ------ | ----- | ----- | ----- | ----- | --------- |
| Nummer-eins-Alben   | DE1DE  | AT—AT | CH3CH | UK3UK | US3US | Rock4Rock |
| Top-10-Alben        | DE8DE  | AT7AT | CH5CH | UK6UK | US6US | Rock5Rock |
| Alben in den Charts | DE12DE | AT9AT | CH8CH | UK9UK | US9US | Rock6Rock |

|                       | DE    | AT    | CH    | UK     | US    | Rock       |
| --------------------- | ----- | ----- | ----- | ------ | ----- | ---------- |
| Nummer-eins-Singles   | DE—DE | AT—AT | CH—CH | UK—UK  | US—US | Rock—Rock  |
| Top-10-Singles        | DE—DE | AT—AT | CH—CH | UK—UK  | US—US | Rock3Rock  |
| Singles in den Charts | DE3DE | AT1AT | CH1CH | UK11UK | US—US | Rock18Rock |

|                          | DE    | AT    | CH    | UK    | US    |
| ------------------------ | ----- | ----- | ----- | ----- | ----- |
| Nummer-eins-Videoalben   | DE—DE | AT1AT | CH—CH | UK2UK | US2US |
| Top-10-Videoalben        | DE—DE | AT4AT | CH2CH | UK4UK | US5US |
| Videoalben in den Charts | DE—DE | AT4AT | CH2CH | UK5UK | US5US |

### Auszeichnungen für Musikverkäufe
Das Lied People = Shit (+ 40.000) erschien weder als Single, noch konnte es sich in den Charts platzieren, dennoch erhielt es Schallplattenauszeichnungen.
| Land/RegionAuszeichnungen für Musikverkäufe (Land/Region, Auszeichnungen, Verkäufe, Quellen) | Silber     | Gold       | Platin       | Verkäufe   | Quellen              |
| -------------------------------------------------------------------------------------------- | ---------- | ---------- | ------------ | ---------- | -------------------- |
| Australien (ARIA)                                                                            | —          | 5× Gold5   | 5× Platin5   | 305.000    | aria.com.au          |
| Belgien (BRMA)                                                                               | —          | Gold1      | —            | 25.000     | ultratop.be          |
| Dänemark (IFPI)                                                                              | —          | 3× Gold3   | Platin1      | 120.000    | ifpi.dk              |
| Deutschland (BVMI)                                                                           | —          | 6× Gold6   | —            | 775.000    | musikindustrie.de    |
| Frankreich (SNEP)                                                                            | Silber1    | Gold1      | —            | 60.000     | infodisc.fr          |
| Italien (FIMI)                                                                               | —          | 2× Gold2   | —            | 75.000     | fimi.it              |
| Japan (RIAJ)                                                                                 | —          | 4× Gold4   | —            | 400.000    | riaj.or.jp           |
| Kanada (MC)                                                                                  | —          | 7× Gold7   | 28× Platin28 | 2.195.000  | musiccanada.com      |
| Neuseeland (RMNZ)                                                                            | —          | 8× Gold8   | 8× Platin8   | 292.500    | radioscope.co.nz NZ2 |
| Niederlande (NVPI)                                                                           | —          | 2× Gold2   | —            | 70.000     | nvpi.nl              |
| Norwegen (IFPI)                                                                              | —          | 4× Gold4   | —            | 40.000     | ifpi.no              |
| Österreich (IFPI)                                                                            | —          | 2× Gold2   | 2× Platin2   | 62.500     | ifpi.at              |
| Polen (ZPAV)                                                                                 | —          | 4× Gold4   | —            | 40.000     | olis.pl              |
| Portugal (AFP)                                                                               | —          | 5× Gold5   | Platin1      | 35.000     | Einzelnachweise      |
| Russland (NFPF)                                                                              | —          | Gold1      | —            | 10.000     | 2m-online.ru         |
| Spanien (Promusicae)                                                                         | —          | Gold1      | —            | 30.000     | elportaldemusica.es  |
| Ungarn (MAHASZ)                                                                              | —          | Gold1      | —            | 1.000      | slagerlistak.hu      |
| Vereinigte Staaten (RIAA)                                                                    | —          | 4× Gold4   | 15× Platin15 | 10.818.000 | riaa.com             |
| Vereinigtes Königreich (BPI)                                                                 | 5× Silber5 | 7× Gold7   | 7× Platin7   | 5.266.000  | bpi.co.uk            |
| Insgesamt                                                                                    | 6× Silber6 | 70× Gold70 | 67× Platin67 |            |                      |